# University—Rosedale (circonscription provinciale)
Circonscription électorale provinciale du Canada
University—Rosedale est une circonscription provinciale de l'Ontario représentée à l'Assemblée législative de l'Ontario depuis 2018. 

## Géographie
La circonscription est située au centre de Toronto et inclut les quartiers de Rosedale, Yorkville, The Annex et de Little Italy. 
Les circonscriptions limitrophes sont Toronto—St. Paul's, Don Valley-Ouest, Toronto—Danforth, Toronto-Centre, Spadina—Fort York et Davenport.    

## Historique
| Législature                                                                    | Années        | Député | Député       | Parti         |
| ------------------------------------------------------------------------------ | ------------- | ------ | ------------ | ------------- |
| University—Rosedale Circonscription issue de Trinity—Spadina et Toronto-Centre |               |        |              |               |
| 42e                                                                            | 2018-2022     |        | Jessica Bell | Néo-démocrate |
| 43e                                                                            | 2022–2025     |        | Jessica Bell | Néo-démocrate |
| 44e                                                                            | 2025–en cours |        | Jessica Bell | Néo-démocrate |

## Circonscription fédérale
Depuis les élections provinciales ontariennes du 4 octobre 2007, l'ensemble des circonscriptions provinciales et des circonscriptions fédérales sont identiques.